# Merimde-kulturen
Merimde-kulturen var en kultur i den egyptiske stenalder. 50 kilometer nordvest for Kairo ligger Merimde Beni Salame, den ældste kendte stenalderbebyggelse i Egypten. Bebyggelsen går formodentlig så langt tilbage som til det 6. årtusinde f.Kr. Kulturen forsvinder til fordel for Badari-kulturen omkring midten af det 5. årtusinde f.Kr.
30°19′15″N 30°50′56″Ø / 30.3208°N 30.8489°Ø